# Dompelen
Het dompelen (en:dip moulding) is een vormgeefproces waarbij de vorm van het product ontstaat door het dompelen van een matrijs in een vloeibaar materiaal.
Het kenmerk van het dompelproduct is dat het geen naden of aansluitpunten heeft.

## Proces

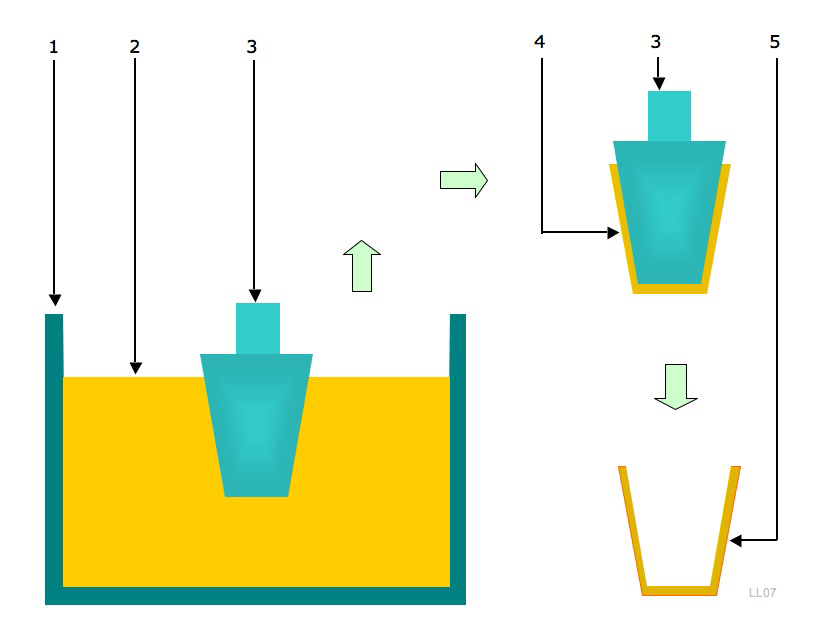
Dompelproces. 1 Bad 2 Vloeibaar materiaal. 3 Malvorm 4 Vloeibaar materiaal wat blijft plakken aan de malvorm. 5 Eindproduct (gestold materiaal).

Een malvorm (3) wordt in een bad (1) met daarin vloeibaar materiaal (2) gedompeld. Vervolgens wordt de malvorm uit het bad gehaald. Op de malvorm blijft een laag vloeibaar materiaal (4) achter. Na stolling (afkoeling) wordt het eindproduct (5) van de vormmal verwijderd.

## Toegepaste materialen
In principe kunnen alle thermoplastische materialen worden toegepast. De dikte varieert van 0,1 mm tot 8 mm. Veel toegepast worden;
- Pvc
- Neopreen
- Rubber
- Latex

## Toepassingen
Het dompelvormen wordt zowel voor kleine als voor grote series toegepast. Omdat de malvorm vrij eenvoudig te maken is, is het een goedkoop productieproces. De volgende producten worden met het dompelproces gemaakt;
- Balgen
- Slangen
- Handvatten
- Ballonnen
- Condooms